# Zodarion tadzhikum
Zodarion tadzhikum là một loài nhện trong họ Zodariidae.
Loài này thuộc chi Zodarion. Zodarion tadzhikum được Andreeva & Tyschchenko miêu tả năm 1968.